# 匁

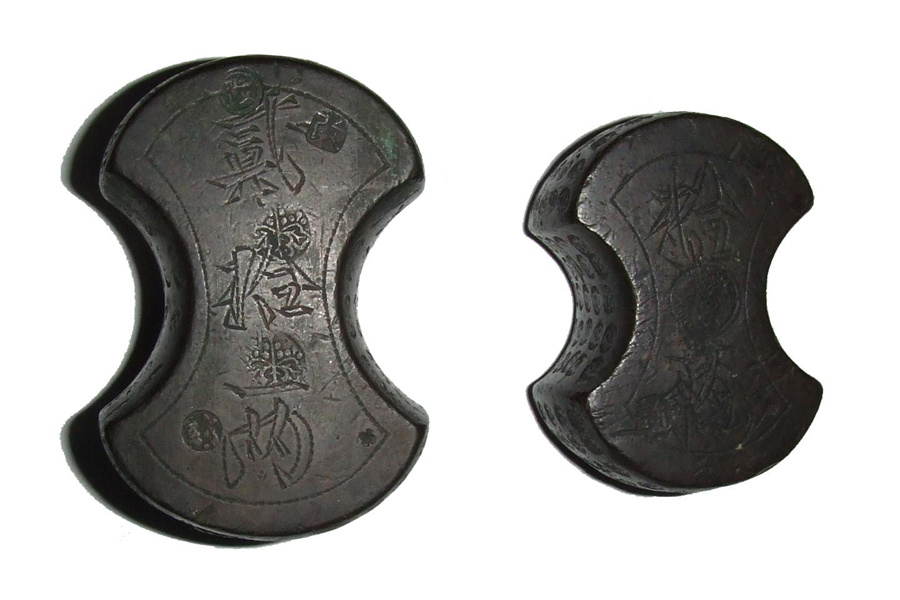
江戸時代に両替商で用いられた後藤分銅
貳拾両（200匁:749.07 g）, 拾両（100匁:374.62 g）

匁（もんめ）（記号：mom）には、以下の二つの用法がある。
1. 日本の尺貫法における質量の単位である（明治時代以降）[3]。明治以降、1 匁 は正確に 3.75 g である。
2. 江戸時代の銀目すなわち銀の通貨単位である（江戸時代以前、主に江戸時代）[4][5]。江戸時代以前も匁は両の分量単位としての量目の単位に違いなかったが、当時の文書に現れる「匁」は、多くの場合貨幣単位としての匁であった。

「匁」は日本固有の、かつ日本独特の民間の質量単位の呼称であり、「匁」の文字は一般的には日本独自の国字とされるが異論（後述）もある。中国では匁に相当する単位は「銭」である。

## 概要
江戸時代では両の1/10に相当する分量単位であったが、1891年（明治24年）の度量衡法により貫の1/1000の分量単位と規定され、メートル法に準じて正確に3.75 gとされた。現行の計量法でもこの換算値が維持されているが、単位名称「もんめ」は「真珠の質量の計量」にのみ限定して使用することができ、それ以外の商取引における使用は禁止されている。
日本でも明治時代以前は銭（戔、せん）と呼ばれ、中国語圏では現在も銭（中国語: 錢/钱 拼音: qián チエン）と呼ぶ。また、いくつかの国ではまた別の呼び名をする。それらの単位についてもあわせて解説する。
10匁・10銭は両（りょう）に、160匁・160銭（例外あり）は斤（きん）に、1000匁は貫（かん）に等しい。

## 名称

### 銭と匁
中国と韓国での単位名は「銭」であり、日本でも近代以前は銭と呼んでいたが、古くからの用例もあり大内家壁書の文明16年（1484年）の条項に「匁」の名が現れた。大内家壁書には、「金銀両目御定法之事」の項目に「こがねしろがねの両目の事は、京都の大法として、いづれも、一両四文半銭にて、弐両九文目たる処に、こがねをば、一両五匁にうりかう事、そのいはれなし。」と記されている。

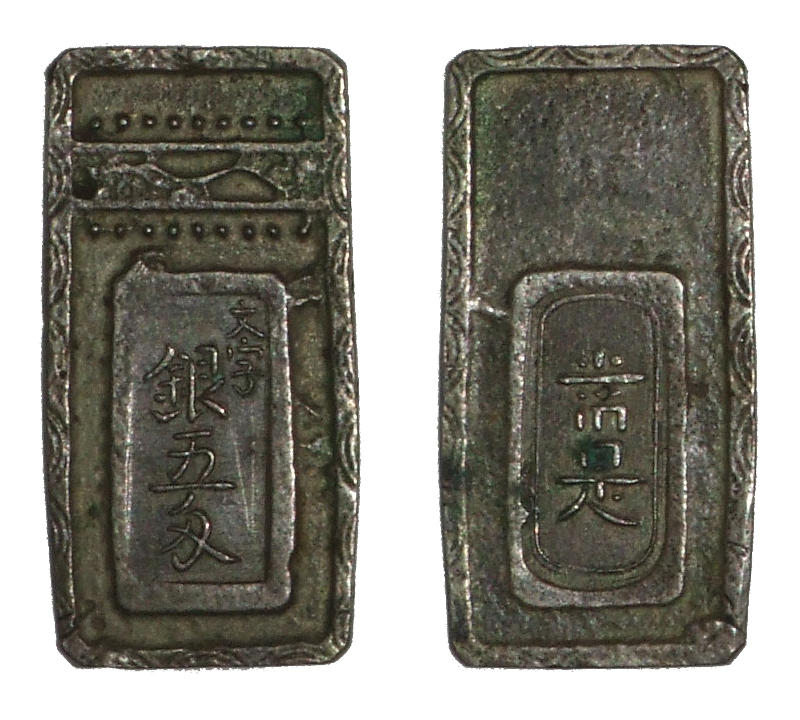
五匁銀。文字銀と同品位で量目は5匁（約18.7 g）あった。

上記は文明16年（1484年）に室町幕府により金一両が公定された当時の文書であり、この金一両4.5匁は京目と称した。鎌倉時代後期頃より金一両は4.5匁、銀一両は4.3匁とする慣行が生まれ、銀1両=4.3匁とする秤量銀貨の単位が用いられるようになったが、江戸時代まで分銅の表記は「戔」であった。江戸時代の「匁」の用法は専ら銀目によるものが多い。1765年に鋳造された五匁銀に「文字銀五匁」と、通貨単位として初めて「匁」の文字が貨幣に入った。
1871年の新貨条例では日本量目の比較表では「戔」とされており、貨幣略図并品位量目表に「匁」の名が現れる。1891年の度量衡法で法的にメートル法を基準とした「匁」が登場した。日本においても正規の名称は明治初期まで「銭」であった。
読み「もんめ」は、一文銭の質量であることから「文目」（もんめ）と呼んだことに由来する。「目」は、「秤の目」の意味から転じた、質量を意味する接尾辞で、「目方」と同じ意味である。「匁」の文字は「文」と「メ」を組み合わせたものであるとする説があり、また「銭」の異字である「泉」の草書体に由来するともされる。
漢字「匁」は本来「銭」の異体字として中国で使用されていた字で日本の国字ではないとする見解もあるが、字書類に載っていない上に日本で「もんめ」の漢字として本来の銭を圧倒して使われたために、しばしば国字の例としてあげられる。

### もんめ（日本の計量法上の名称）
匁は真珠の質量の単位として商取引上、国際的に使われているので、日本の計量法において、「真珠の質量の計量」にのみ使用することが認められている法定計量単位である。これは真珠が日本の特産品であったことによるものである。この場合の単位名は平仮名表記の「もんめ」であり、漢字表記の「匁」ではない。その単位記号は"mom"と定められている。「もんめ」は英語などでは"momme"と綴られている。なお、国際単位系においては、「もんめ」の単位は認められていない。

### 英語名
英語では mace（メイス）と呼び、これはマレー語の mas からオランダ語の maes を経由した借用語である。マレー語の mas はさらに、サンスクリットの māṣa（マーシャ）に由来し、これはインドのベンガル地方の質量の単位マーシャ māsha（≒0.972 g）の語源でもある。
香港英語では広東語由来のtsin、シンガポール英語では閩南語由来のcheeとも言う。

### 桁の表現
江戸時代の銀目において20匁以上のとき、10匁単位（10匁の整数倍）の場合には、匁の代わりに「目」（め）と呼ぶことがある。例えば30匁は三十目、300匁は三百目とも呼ぶ。ただし、10匁単位でない場合はこの表現はせず、たとえば、27匁を27目のようには言わない。また、この「x十目」中の「十目」あるいは「百目」は10匁・100匁に等しい独立の単位ではなくあくまで10匁・100匁の別の表現なので、たとえば232匁を二百目三十二匁などとは言わない。
1⁄10銭は分（ふん）、1⁄100銭は厘（りん）、1⁄1000銭は毛（もう）となる（1⁄10匁等についても同様）。この場合、割の用法と同じであり、基本単位「両」を十割として0.1割を1分、0.01割を1厘とするため、見かけ上は両の1⁄100が1分、1⁄1000が1厘となる。匁は1割に相当し、両の補助単位である。「分」を「ぶ」と読まず「ふん」と読むのは、金貨の通貨単位である一分（ぶ）との混同を避けるためである。これは質量の単位であるがゆえの例外であり、これに対したとえば1⁄10寸の「分」は「ぶ」と読む。

## 中国（銭）
唐代の開元通宝10枚の質量が24銖すなわち1両に相当したことから、1枚あたりの質量を「銭」と呼ぶようになった。それ以来現在にいたるまで、10銭 = 1両の関係が保たれている。
ただし、開元通宝のような鋳造銭は規定の質量があるとはいえ、鋳造による大小あり一様でないため貨幣そのものが分銅代わりになったわけではない。
現在の定義（市制）では1銭=5gである。
近代の中国では、実用されていない単位であるが、メートル法での10gに当たるデカグラム（dag）に「銭」の字を当て「公銭」と称していたことがあった。

## 江戸時代の銀目

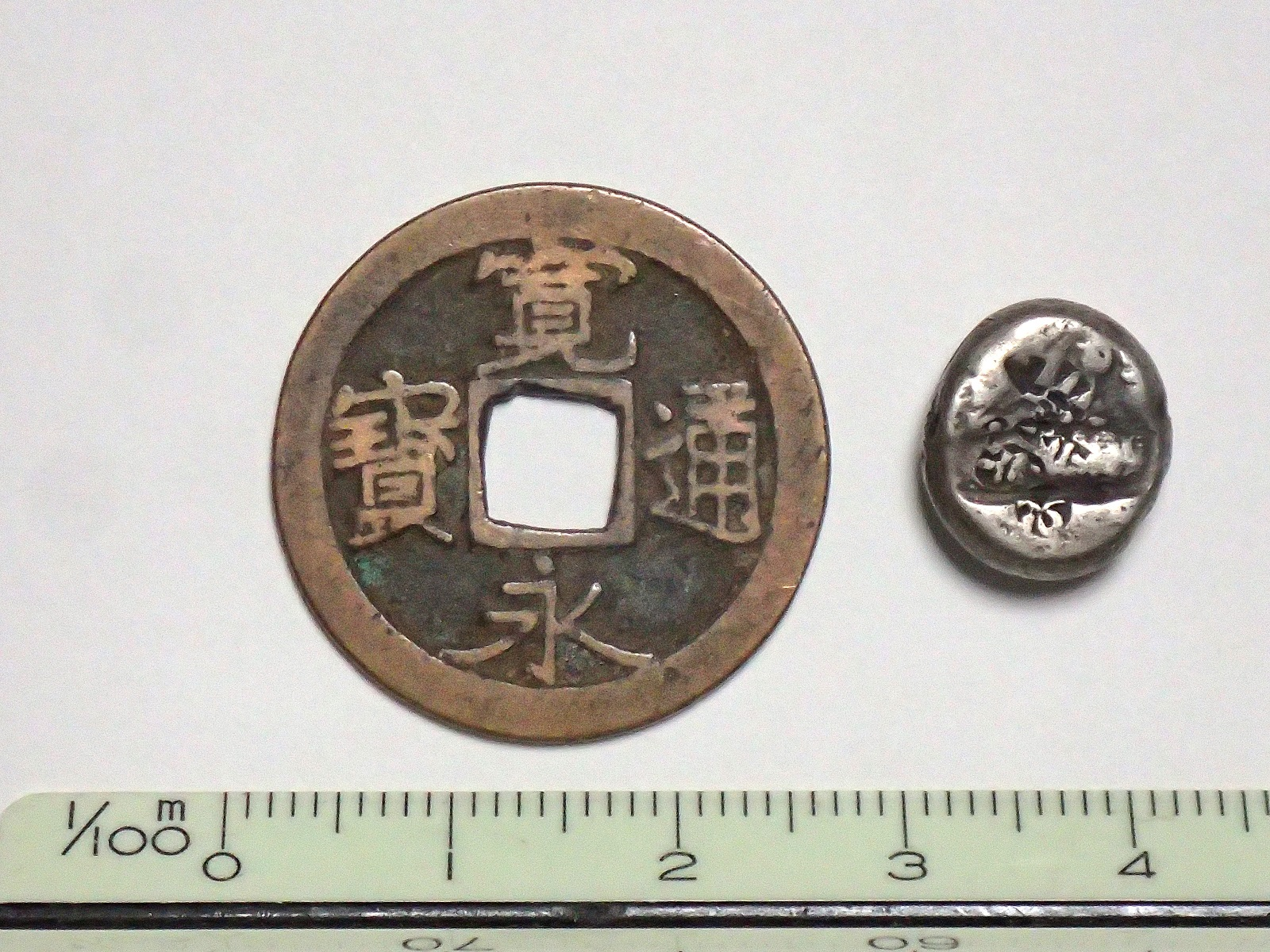
概ね「銀一匁」相当の慶長豆板銀（右: 3.768 g）および、ほぼ一戔（匁）の寛永通寳（左: 3.740 g）。古寛永、文銭、耳白銭などは一戔を基準に造られたが、実際には鋳造に伴う大小があり3.0 gを切るものから4.5 gを超えるものまである。

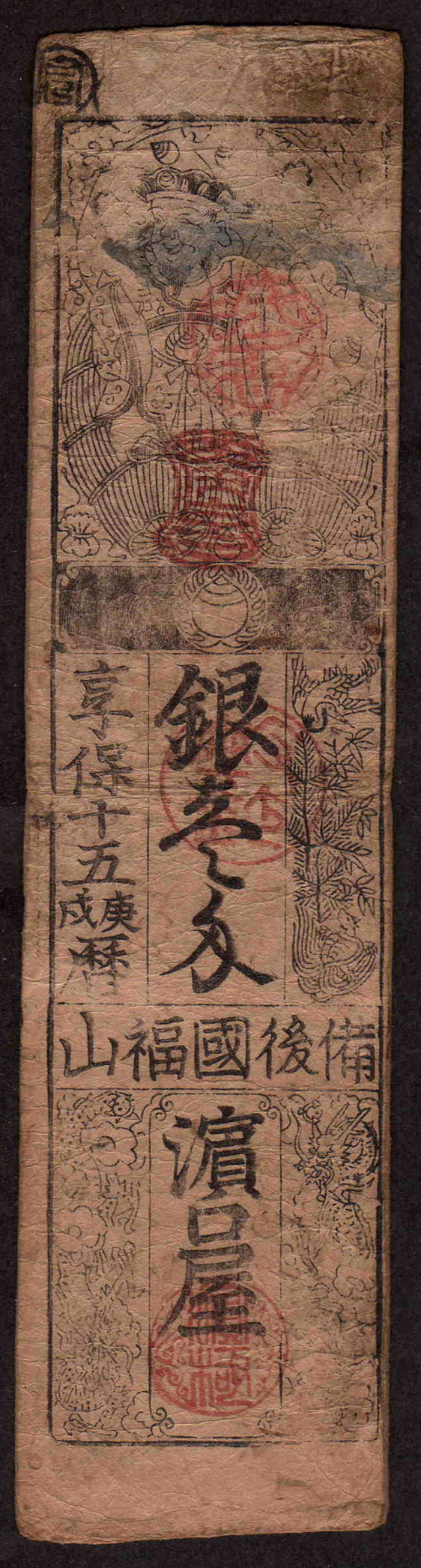
銀一匁札。備後福山藩（享保15年）。

### 秤量貨幣単位としての匁
質量単位としての「銭」が日本に伝わり、日本では「文目」の意から「もんめ」とも呼ぶようになった。「匁」は主に金銀の量目の単位として使われ、江戸時代の丁銀・小玉銀は「匁」を単位とする目方通用の秤量貨幣であり、丁銀の方は五百目包の形態として使用された。この様な秤量銀貨の掛目（実測値）が通貨単位として使用され、商品の値段は必ず銀目で建てられた。1609年（慶長14年）に金1両＝銀50目（匁）、1700年（元禄13年）に金1両＝銀60目とする御定相場が公布されたが、実態は市場経済による変動相場であった。
1665年（寛文5年）に度量衡の「衡」が統一され、両替商で用いられる分銅は後藤四郎兵衛家のみ製作が許され、これ以外のものの製作および使用は不正を防止するため厳禁とされた。この分銅は「両」を基本単位としており一両から三十両（または五十両）があり、その補助単位「匁」に相当する小分銅の単位表記は「戔」である。秤量銀貨の通貨単位は日本では銀一両といえば銀4.3匁のことを指し、43匁は「銀一枚」と称し献上銀・被下銀は丁銀に小玉銀を掛け足して「枚包」とするのが江戸時代以前からの習慣であった。また小判の通貨単位の「両」との混同を避ける意味から銀の単位は「匁」および「貫」が用いられた。すなわち、掛目が伍両（5両）の丁銀は銀50匁（銀50目）と表した。
「銀一匁」の価値は丁銀の銀品位によって異なり、例えば目まぐるしい改鋳が行われた宝永年間以降、数種の銀が混用された正徳・享保年間では商品相場に銀の種別の相場が併記されることもあった。例えば、享保3年11月頃（1718年）、肥後米1石に付
- 慶長銀・新銀にては、米1石 代33匁
- 元禄銀にては、同 代41匁2分5厘
- 宝永銀にては、同 代52匁8分
- 永中銀にては、同 代66匁
- 三ツ宝銀にては、同 代82匁5分
- 四ツ宝銀にては、同 代133匁〔ママ〕

### 匁の名目化
日本において金貨の貨幣単位として認識されている「両」は「両目（量目、りょうめ）」というように本来質量の基本単位であり、金一両は量目1両分の金が基準にあったが、度重なる改鋳により時代の変遷とともに金一両は1両分の金から乖離して次第に名目化が進行し、イギリスのポンドも同様に貨幣単位と質量単位が乖離していったのであったが、「匁」については慶長から安政に至るまで江戸時代を通して銀貨の掛目として維持され独立した貨幣単位としての名目化はなかったとの見方もある。一方で、「銀一匁」は銀そのものの含有量一匁ではなく、それも改鋳による品位低下の度に名目化の度合いを高めたとする見方もある。すなわち「匁」は銀の重量でなく、「貨幣の単位」であったというべきである。
銀札は本来銀の預り証であり、引替え用銀準備の下、つまり額面と等価の丁銀への兌換を前提に発行される名目であったが、実際には災害など藩の財政逼迫の度に多発されることが多く、正銀の額面としての銀の掛目と藩札の額面との間に乖離が生じるのが普通であった。宝永4年10月（1707年）に幕府は一旦、銀札発行を禁じ、流通している銀札を50日以内にすべて正銀（丁銀・小玉銀）に引き替えるよう命じたが、例えば紀伊田辺においては銀札一貫目は正銀二百匁に替えると布告される始末であった（『田辺旧事記』）。
また、特に江戸代後半はしばしば丁銀が払底し、代わりに匁銭勘定が行われるなどの名目化もあった。さらに、南鐐二朱銀など計数銀貨が台頭し始めた文政3年（1820年）には「四十三匁銀」と「五十目銀」と呼ばれる名目貨幣鋳造が提言されたこともあった。これらは「五匁銀」とは異なり額面通りの量目は無く、出目獲得を目的とした額面としての「匁」の名目化を狙ったものであったが実現には至らなかった。これ以降「匁」は、あたかも質量単位であり貨幣単位として名目化することは無かったかのような印象を後世に与えるようになったと思われる。また、丹波福知山藩でも幕末に30匁の1/9程度の量目12.3 g（3.3匁）の「銀三拾匁」、およびさらにその半量の「銀拾五匁」を試鋳している。幕末に徳島藩は阿州通寳「拾匁銀札」や「壹匁銅札」の銅貨、土佐藩は土佐官券「十匁」などの銅貨を試鋳しているが、何れも貨幣の量目（質量）とは無関係である。

### 銀目廃止
慶應4年/明治元年5月9日（1868年6月28日）の布告により、貨幣単位としての銀目は使用が停止され（銀目廃止令）、直前に銀相場は暴落しこの日の大坂における仕舞相場である金1両＝銀219匁4分9厘は銀目廃止時の銀手形を金手形に直す場合の標準両替相場となった。これを以て江戸時代の金銀相場は終結した。正貨である丁銀・小玉銀（五匁銀も含む）については、慶長銀1貫目は金89両、政字銀は1貫目は金12両3分3朱に換算されて引換えられ、その他の品位の銀も含有量に応じて引換え価格が提示された（明治元年十月十日太政官達）。銀目廃止の直前に、銀目手形所持者の多くが廃止に伴い銀目手形が無効になると誤解し正貨との交換を求めて両替商に殺到する取り付け騒ぎとなったため、大多数の両替商が支払不能となり閉店に追い込まれ、江戸時代に高度に発達した信用組織は壊滅的打撃を被った。正貨である丁銀・小玉銀の両・分・朱単位の貨幣による引換えは明治7年(1874年)9月に終了し、その後は丁銀・小玉銀は貨幣としての機能を失い、新貨（円・銭・厘）による交換は認められず、地金として取り扱われた。

### 江戸時代の匁

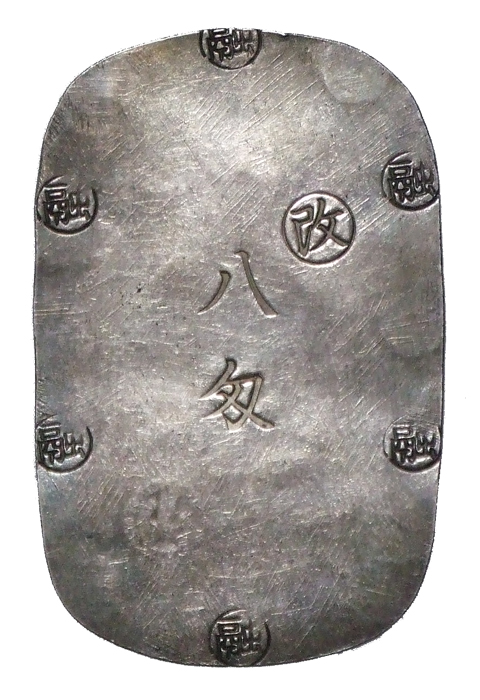
盛岡八匁銀判。幕末の地方貨幣であり、量目は正味8匁（約30 g）ある。銀八匁ではなく、一朱銀16枚の量目に合わせて金一両として通用させる試みであったが、一分銀4枚の量目には足らなかったため、実際には一両で通用したかは不明である。

この当時の目方の単位としての1匁は、分銅や定位貨幣を実測して推定すると、現在のメートル法を基準とした3.75 gよりやや小さく、近世を通じた平均値で3.736 gであり、江戸時代終盤にやや増加して3.75 gを超えた。狩谷棭斎は、「清の人が持ってくる分銅を日本のものと計り比べても厘毫の違いも無い。」また明、宋元、唐の衡（1銭=3.73 g）から変化していないと述べている。貨幣の量目から、後藤家の分銅も中国の分銅を原器として模倣したものと推定され、江戸時代の1匁は3.73 gと見積られる。
銀目以外の「匁」の用法として、金座において金銀地金などの量目を表す場合に用い、金貨の品位は44匁の純金に銀を加えて全体の量目を76匁7分とした場合の品位(44/76.7 = 573.7/1000)は「七十六匁七分位」と表現された。また、各地金山・銀山からの産出量や運上高なども「貫」や「匁」で表される。これに対し、鉄や鉛などの卑金属、銅山から産出される銅地金の重量は「斤」の単位が用いられた。
秋田封銀や秋田銀判、盛岡銀判など、幕末期の地方貨幣の「匁」表示の銀貨は正味の量目を表し、秤量銀貨の銀目を意味するものではなく、一分銀や一朱銀の量目に合わせて二分や一両などの通用価値を定めたものである。

## 日本（銭・匁）
明治に入り、銭は圓（円）の1⁄100の補助貨幣の単位として使用することとなったため、明治4年（1871年）の新貨条例では質量の単位には戔（匁）が単位換算表や貨幣の量目表に現れ（ただし、第二次大戦前までは銭も併用されていた）、1戔（1匁）＝約3.756521 g（86.4/23 g）と定められた。その後、単位換算の便宜を図るため、1891年（明治24年）の度量衡法により、1貫 = 正確に15⁄4 kg、すなわち3.75 kgと定められ、匁は貫の1⁄1000と規定されたので、正確に 1匁 = 3.75 g となった。貨幣の量目に「匁」が公式に採用されたのは明治30年（1897年）の貨幣法からであり、「匁」単位は昭和8年（1933年）にメートル法表記に変更されるまで用いられた。
日本の計量法における扱いは、匁#もんめ（日本の計量法上の名称）のとおりである。なお、匁の1000倍である「貫」（ = 正確に3.75 kg）は、非法定計量単位であり、「真珠の質量の計量」の場合であっても商取引における使用が禁じられている。
量目が匁表記となった貨幣法では、大正5年（1916年）の貨幣法改正において補助貨幣である1銭青銅貨の量目が「一匁」と規定され（大正5年2月24日法律第8号）、大正9年（1920年）の改正では10銭白銅貨の量目が「一匁」と規定された（大正9年7月27日法律第5号）。現在の日本の五円硬貨の質量は政令（昭和24年8月1日政令第290号・昭和34年6月1日政令第209号）で3.75 gと規定され、ちょうど1匁に相当する。
現代の釣りのおもりでは、「～号」という名称が用いられるが、その号数については、割ビシ・ガン玉・アユ玉などの例外を除いて、1匁に相当する3.75gを1号としている。
| 法令で量目が一匁と規定された補助貨幣 | 法令で量目が一匁と規定された補助貨幣 |
| ------------------------------------ | ------------------------------------ |
| 大正5年改正1銭青銅貨幣               | 大正9年改正10銭白銅貨幣              |

### 匁の質量の変遷
明治期以降に、従来の匁（または戔）の質量の値はメートル法によるグラムに関係づけられたが、その経緯は次の通りである。
- 明治4年5月10日（1871年6月27日）太政官布告第267：新貨条例中、1戔＝3.756574 g[53]。　この値は、法規分類大全第1編　政体門　制度雑款3　貨幣紙幣附貨幣1 に載せられている[54]。

- 明治4年9月13日（1871年10月26日）太政官布告第462：1戔＝3.756521 g[55]  上記の明治4年5月10日太政官布告第267中の値が訂正された[56]。

- 明治24年（1891年）3月8日法律第3号公布、明治26年（1893年）1月1日施行 度量衡法　1匁＝3.75000 g [57][58]

## 朝鮮
大韓帝国時代の1902年に伝統的な単位とメートル法との対応が規定されたが、1909年には日本式の度量衡法が定められ、このときに日本の「匁・貫」ももたらされた。ただし匁の読みは朝鮮語で銭を意味する「ドン（돈）」であった。したがって1ドンは3.75 gにあたる。
1964年に度量衡はメートル法に統一されたが、貴金属や漢方薬の計量において慣用的に使われている。

## 香港・マカオ（銭）
香港では、1884年の香港法例第22条で2⁄15オンス（約3.779936 g）と定められた。現在はメートル法へ換算して丸めた3.77994 gとされ、漢方薬の処方などで使われている。
一方、貴金属取引には金衡錢 (mace troy) が使われていて3.7429 gとされている（「金衡」とはトロイオンスなどの「トロイ」の訳語だが、金衡錢自体はトロイオンスとは関係ない）。
マカオも香港と同様である。

## 東南アジア
東南アジアのいくつかの国では、銭に当たる単位が現地語の単位名称で呼ばれている。名前は違うが、いずれも、両に当たる単位の1⁄10である。
シンガポールでは、チー (chee) = 1⁄10タヒル (tahil) ≒ 3.78 gで、香港の銭とほぼ同じである。
マレーシアも、シンガポールと同様である。
インドネシアでは、チー (ci) = 1⁄10テール ≒ 3.86 gである。
フィリピンでは、マース (mas) = 1⁄10テール ≒ 3.622 gである。

## 換算一覧
一部は概数。
| 単位         | グラム    | 両         | 斤          | その他     | 国・地域                |
| ------------ | --------- | ---------- | ----------- | ---------- | ----------------------- |
| 銭（市制）   | 5 g       | 1⁄10両     | 1⁄100斤     |            | 中国                    |
| チー (ci)    | 3.86 g    | 1⁄10テール |             |            | インドネシア            |
| チー (ci)    | 3.78 g    | 1⁄10タヒル | 1⁄160カティ | 2⁄15オンス | シンガポール マレーシア |
| 銭 (tsin)    | 3.77994 g | 1⁄10両     | 1⁄160斤     | 2⁄15オンス | 香港 マカオ             |
| 戔（匁）     | 3.75652 g | 1⁄10両     | 1⁄160斤     | 1⁄1000貫   | 日本 (1871)             |
| 匁           | 3.75 g    | 1⁄10両     | 1⁄160斤     | 1⁄1000貫   | 日本 (1891-)            |
| 銭（台制）   | 3.75 g    | 1⁄10両     | 1⁄160斤     |            | 台湾                    |
| 金衡銭       | 3.7429 g  | 1⁄10金衡両 |             |            | 香港                    |
| 銭（旧制）   | 3.7301 g  | 1⁄10両     | 1⁄160斤     |            | 中国（–1929）           |
| 戔（匁）     | 3.73 g    | 1⁄10両     | 1⁄160斤     | 1⁄1000貫   | 日本 (江戸時代)         |
| マース (mas) | 3.622 g   | 1⁄10テール |             |            | フィリピン              |
| 銭（市制）   | 3.125 g   | 1⁄10両     | 1⁄160斤     |            | 中国（1929–59）         |